# Ster ZLM Toer 2015
La Ster ZLM Toer 2015, 29a edició del Ster ZLM Toer, es disputà entre el 17 i el 21 de juny de 2015 sobre un recorregut de 747,1 km repartits entre cinc etapes, amb inici a Goes i final a Boxtel. La cursa formà part del calendari de l'UCI Europa Tour 2015, amb una categoria 2.1.
El vencedor final fou l'alemany André Greipel (Lotto Soudal), vencedor de 2 etapes i de la classificació per punts, seguit pel belga Yves Lampaert (Etixx-Quick Step) i el neerlandès Moreno Hofland (Team LottoNL-Jumbo) a 16". Cees Bol (Rabobank Development) guanyà la classificació de les metes volants, Rob Peeters (Vastgoedservice-Golden Palace) la de la muntanya i el Lotto Soudal fou el millor equip.

## Equips
L'organització convidà a prendre part en la cursa a sis equips World Tour, sis equips continentals professionals i vuit equips continentals:
- equips World Tour: Etixx-Quick Step, Team Giant-Alpecin, IAM Cycling, Team LottoNL-Jumbo, Lotto Soudal, Trek Factory Racing
- equips continentals professionals: Bora-Argon 18, Cofidis, MTN Qhubeka, Roompot Oranje Peloton, Topsport Vlaanderen-Baloise, Wanty-Groupe Gobert
- equips continentals: BabyDump, Join-S-De Rijke, Jo Piels, Metec-TKH-Mantel, Parkhotel Valkenburg, Rabobank Development, 3M, Vastgoedservice-Golden Palace

## Etapes
| Etapa | Data       | Recorregut                 |                           | Km    | Vencedor d'etapa        | Líder de la general | Ref.  |
| ----- | ---------- | -------------------------- | ------------------------- | ----- | ----------------------- | ------------------- | ----- |
| 1a    | 17 de juny | Goes - Goes                | contrarellotge individual | 6,4   | Roger Kluge (GER)       | Roger Kluge (GER)   | [ 2 ] |
| 2a    | 18 de juny | S'Hertogenbosch - Rosmalen | Etapa plana               | 180,4 | André Greipel (GER)     | André Greipel (GER) | [ 3 ] |
| 3a    | 19 de juny | Buchten - Buchten          | Etapa accidentada         | 190,5 | André Greipel (GER)     | André Greipel (GER) | [ 4 ] |
| 4a    | 20 de juny | Verviers - Jalhay          | Etapa accidentada         | 186,7 | Moreno Hofland (NED)    | André Greipel (GER) | [ 5 ] |
| 5a    | 21 de juny | Eindhoven - Boxtel         | Etapa plana               | 183,1 | Matthew Brammeier (IRL) | André Greipel (GER) | [ 6 ] |

## Classificació final
|    | Ciclista                 | Equip                       | Temps       |
| -- | ------------------------ | --------------------------- | ----------- |
| 1  | André Greipel (GER)      | Lotto Soudal                | 17h 39' 05" |
| 2  | Yves Lampaert (BEL)      | Etixx-Quick Step            | + 16"       |
| 3  | Moreno Hofland (NED)     | Team LottoNL-Jumbo          | + 16"       |
| 4  | Victor Campenaerts (BEL) | Topsport Vlaanderen-Baloise | + 18"       |
| 5  | Edward Theuns (BEL)      | Topsport Vlaanderen-Baloise | + 26"       |
| 6  | Zico Waeytens (BEL)      | Team Giant-Alpecin          | + 31"       |
| 7  | Jens Debusschere (BEL)   | Lotto Soudal                | + 31"       |
| 8  | Jelle Wallays (BEL)      | Topsport Vlaanderen-Baloise | + 36"       |
| 9  | Kenneth Vanbilsen (BEL)  | Cofidis                     | + 40"       |
| 10 | Gijs Van Hoecke (BEL)    | Topsport Vlaanderen-Baloise | + 41"       |